# Ustanciosporium novae-guineae
Ustanciosporium novae-guineae är en svampart som först beskrevs av George Lorenzo Ingram Zundel, och fick sitt nu gällande namn av M. Piepenbr. 2000. Ustanciosporium novae-guineae ingår i släktet Ustanciosporium och familjen Anthracoideaceae.   Inga underarter finns listade i Catalogue of Life.